# Föreningen Värdefulla Barn och Ungdomar
Föreningen Värdefulla Barn och Ungdomar (FVBU) (före 2020	Föreningen för värnlösa barns uppfostran) är en ideell förening som bedriver socialt arbete grundat på en kristen livssyn. Föreningen är kopplad till metodistkyrkan och kallades tidigare Föreningen för värnlösa barns uppfostran. Föreningen leds av en director och en styrelse. FVBU ger ut tidskriften Barn & Co, som tidigare hette Vård och Fostran.

## Förening i förändring
Föreningens verksamhet har skiftat över tid allteftersom barn och ungdomars behov har ändrats. Man har fungerat som ett komplement till välfärdsstaten, och allteftersom välfärdsstaten utvecklats och ställt nya krav har verksamheten påverkats. De till en början så centrala barnhemmen hade helt mist sin betydelse vid mitten på 1970-talet. På samma sätt avskaffades barnbespisningen i mitten på 1940-talet. När barnhemmen förlorade sin centrala roll i FVBU:s verksamhet ägnades resurser åt utlandsverksamhet innan man fann sin nya inriktning mot förskolor med kristen profil.

## Föreningens directorer
- 1903–1944: Gustaf Stangenberg
- 1944–1967: Karl-Eric Nählinder
- 1967–1985: Sven Ohlsson
- 1985–2001: Frank Mårdh
- 2001–2015: Mary-Ann Mårdh
- 2015–2018 : Melanie Mårdh
- 2019– : Therése Wallén

## Historik
Föreningen bildades vid Västmanlands Metodistpredikantförbunds möte år 1903. En grundsten i föreningens verksamhet är och var att samla in pengar och gåvor. Inledningsvis samlade föreningen in medel för att kunna starta barnhemsverksamhet. Föreningens första barnhem, Gerdahemmet i Åby öppnade 1915. I och med att man började driva barnhem ökade föreningens verksamhet snabbt. Sammanlagt 6 barnhem har drivits i FVBU:s regi och uppskattningsvis 5000 barn har tillbringat längre eller kortare tid på något av barnhemmen.

### Barnhems-epoken

#### Gerdahemmet
Gerdahemmet vid Åby järnvägsstation i Kolmården invigdes 1915 och byggdes ut 1938. När den barnavårdande verksamheten togs över av kommunerna i Sverige kom barnhemmen att läggas ned eller omorganiseras. Därför blev Gerdahemmet 1959 ett hem för blinda och synskadade förskolebarn för att 1968 även inkludera hörselskadade barn. Sedan Socialstyrelsen kommit med nya riktlinjer för vården av barn med speciella behov, där en viktig komponent var att vården skulle ske i barnens hemkommuner, upphörde föreningens verksamheten vid Gerdahemmet 1976.

#### Gisselö Gosshemoch Ungdomens hus
Gisselö Gosshem invigdes 1936. Där vistades pojkar som var i behov av någon form av yrkesutbildning och som tidigare vistats på någon av föreningens övriga barnhem. Man tog även emot finländska krigsbarn med start 1946. I samband med att Gisselö avfördes från landstingets så kallade barnhemsplan lades verksamheten ned, och fastigheten såldes. Intäkterna från försäljningen användes för att 1968 inrätta ett inackorderingshem, Ungdomens hus i Norrköping.
1969 öppnade Ungdomens hus som hade 39 inackorderingsrum för handikappade ungdomar samt bland annat gemensamhetsutrymmen och träningslokaler. Man hade samarbeten med bland annat KFUM, arbetsvården i Norrköping samt AMU-center. Ungdomens hus lades ned 1981.

#### Nässjö barnhem
Barnhemmet, som från början hade plats för 16 barn, invigdes 1925. Barnhemmet byggdes till 1948 och då tillkom bland annat personalrum och isoleringsrum. 1963 gjordes barnhemmet om till ett specialhem för utvecklingsstörda pojkar. 1965 bytte man namn till Hultgården. 1978 ändrades inriktningen på hemmet till tonårshem. Man hade då plats för 6 ungdomar. En ny institutionsplan 1981 ledde till förändringar. Bland annat inledde man ett nära samarbete med Jönköpings läns landsting. Placeringarna blev kortare och fick karaktären av ett genomgångshem. 1985 fattade föreningen beslut att ändra inriktning på verksamheten och startade istället daghemsverksamhet i lokalerna.

#### Gosshemmet i Malmö
År 1929 övertog föreningen verksamheten Nordanå gosshem från Centralmissionen i Malmö barnhemsverksamhet.  Verksamheten kom att flyttas till nya lokaler på Geigersgatan i Malmö 1943. Verksamheten ändrade inriktning 1963 då man istället började driva ett specialhem för utvecklingsstörda pojkar. I samband med en kommunal nedskärning 1971/1972 lades verksamheten ned.

#### Solstrand
Solstrand utanför Alingsås användes först som sommarkoloni. 1929 ändrade verksamheten karaktär och blev barnhem. Man tog även emot finländska krigsbarn under 1946 och ett par år framåt. Verksamheten ändrade inriktning 1964 och blev då istället ett specialhem. Kommunala nedskärningar ledde till att verksamheten upphörde 1972.

#### Solgården
Med start 1938 bedrev FVBU sommarkoloniverksamhet på Solgården i Falun. Verksamheten fortsatte så länge Falu kommun placerade barn på dagkolonin men fick stängas 1972.

### Internationell verksamhet
När barnhemmen förlorade sin roll undersökte FVBU istället om det fanns möjlighet att verka i utvecklingsländer. I samarbete med andra hjälporganisationer startade man en barnby i Pa Lokko (3 mil från Freetown, Sierra Leone) med SOS barnbyar som förebild. Syftet var att ta ansvar, vårda och fostra föräldralösa och handikappade barn och ungdomar i kristen anda.
Pa Lokko var ett samarbetsprojekt mellan FVBU, Metodistkyrkan i Sverige och Metodistkyrkan i Sierra Leone. Barnhemmet invigdes 1982 och utökades senare med slöjdutbildning, arbetarbostäder, klinik och förskola. Barnbyn evakuerades i samband med oroligheterna i Sierra Leone 1991 och förstördes senare. 1996 köptes ett flerfamiljshus i Freetown-förorten Wellington, men militärkuppen samma år tvingade fram upprepade evakueringar. Slutligen hamnade de 27 barnen i Lumley och man införde ett intagningsstopp. Idag driver FVBU ett resurscentrum i Freetown förutom barnbyn i Lumley. I huset i Freetown har FVBU sedan några år tillbaka bedrivit förskola.
FVBU bygger på nytt i området Pa Lokko där förskola och skola är tänkta att invigas till hösten 2020.

## Föreningens nuvarande verksamhet - Förskolor med kristen profil
Förutom den verksamhet som bedrivs i Sierra Leone och Litauen är huvudverksamheten idag förskolor med kristen profil.
1985 ändrades statens hållning till föreningsdrivna daghem. Det blev då möjligt för kommuner att söka statsbidrag för sådana om de var upptagna i den kommunala barnomsorgsplanen. Detta skapade förutsättningar för FVBU att starta daghem med kristen profil. 2016 fanns totalt tio FVBU-förskolor i Sverige. Till detta kommer numera nedlagda Förskolan Lustgården i Norrköping och förskolan Arken i Vetlanda. 2021 driver föreningen 13 förskolor i Sverige och 1 förskola i Sierra Leone.
- Förskolan Hultgården, Nässjö
- Förskolan Benjamin, Forserum
- Förskolan Fröhuset, Eksjö
- Förskolan Lukas, Tranås
- Förskolan Skäppan, Linköping
- Förskolan Kefas, Linköping
- Förskolan Solglimten, Kristinehamn
- Förskolan Emanuel, Östersund
- Förskolan Emanuel Frösön, Frösön
- Förskolan Fröhuset, Finspång
- Förskolan Lindängen, Södertälje
- Förskolan Klippan, Bodafors
- Förskolan Benjamin, Mariannelund
- Förskola i Sierra Leone, Pa Lokko